# Malin Craig
Malin Craig, né le 5 août 1875 à Saint Joseph dans le Missouri et mort le 25 juillet 1945 à Washington, D.C., est un général américain, Chef d'État major des Armées de 1935 à 1939.

## Biographie
Craig est diplômé de West Point le 26 avril 1898. Il participe à la Guerre hispano-américaine, à l'expédition de secours en Chine contre la révolte des Boxers et à la guerre américano-philippine. Il est promu premier lieutenant le 2 février 1901 puis capitaine le 7 mai 1904. En 1917 où il est transféré au corps d'état-major général.
Promu major le 15 mai 1917 peu après l'entrée en guerre des États-Unis, il a servi en France pendant la Première Guerre mondiale comme chef d'état-major du général Hunter Liggett dans la 41e division d'infanterie et plus tard dans Ier Corps où il a été promu brigadier général temporaire le 11 juillet 1918. Il est par la suite devenu chef d'état-major de la 3e armée.
Craig est nommé président de l'US Army War College en 1935 et a servi comme chef d'état-major de l'armée américaine du 2 octobre 1935 au 31 août 1939, succédant au général Douglas MacArthur. Il a pris sa retraite, avec le grade de général, le 31 août 1939 après quarante et un ans de service actif. 
Cependant, la retraite du général Craig a été de courte durée. Le 26 septembre 1941, il fut rappelé au service actif pour diriger le Bureau du personnel du Département de la Guerre, un organisme chargé de sélectionner les personnes qui devaient recevoir des commandes directes dans l'armée. Il est décédé à l'hôpital Walter Reed de Washington le 25 juillet 1945. Il est enterré au cimetière national d'Arlington.

## Source
- (en) Cet article est partiellement ou en totalité issu de l’article de Wikipédia en anglais intitulé « Malin Craig » (voir la liste des auteurs).